# Израело-иранска война
Израело-иранската война, или Дванадесетдневната война, е въоръжен конфликт по въздух между Израел, подкрепен от САЩ, от една страна, и Иран, от друга страна. Засега[поясни] завършва с крехко примирие.
На 13 юни 2025 г. Израел започва неочаквана въздушна атака срещу Иран, непосредствено преди насрочения пореден кръг преговори за иранската ядрена програма под егидата на МААЕ. Целите ѝ са ирански ядрени съоръжения, системи за противовъздушна отбрана, съоръжения за ракетна програма и други елементи на военната инфраструктура, включително убийството на ирански политически и военни ръководители. В резултат от коварното и непредизвикано нападание са убити редица висши ирански военни служители и специалисти по ядрени изследвания. Ирански съоръжения на нефтена и газова инфраструктура, както и централата на държавния телевизионен канал също са поразени. В отговор Иран започва бомбардировки с дронове и балистични ракети срещу израелски градове и военни съоръжения.
На 22 юни 2025 г. Съединените щати се присъединяват към войната на страната на Израел, нанасяйки ракетни и бомбени удари срещу ядрените съоръжения на Иран. Иран отвръща на удара, изстрелвайки балестични ракети срещу американски военни бази в Близкия Изток и по-конкретно срещу тези в Катар, Бахрейн и Ирак. Войната е съпроводена с широко разпространение на дезинформация в социалните мрежи и медиите, използвайки снимки и видеоклипове, свързани с други събития или генерирани от изкуствен интелект.[източник? (Поискан преди 45 дни)]
Организацията на обединените нации изразява тревога от войната. Русия, Китай, почти всички мюсюлмански държави и като цяло така нареченият Глобален Юг, осъждат непридизвиканото нападение на Израел срещу Иран. Страните от Г-7, обединени в така наречения Колективен Запад, заявяват, че Иран не трябва да се сдобива с ядрена бомба. Европейският съюз призовава страните да проявяват сдържаност и да намерят дипломатическо, а не военно решение.
На 24 юни 2025 г. Израел и Иран се споразумяват с посредничеството на Катар и под натиск от САЩ за прекратяване на огъня, което след 24 часа се превръща в „официален край на 12-дневната война“.